# Mikałajeuka 2
Mikałajeuka 2 (biał. Мікалаеўка 2; ros. Николаевка 2) – wieś na Białorusi, w obwodzie mohylewskim, w rejonie mohylewskim, w sielsowiecie Pałykawiczy. Od zachodu graniczy z Mohylewem.
Do 1917 położona była w Rosji, w guberni mohylewskiej, w powiecie mohylewskim. Następnie w granicach Związku Sowieckiego. Od 1991 w niepodległej Białorusi.